# Pauls Jonass
Pauls Jonass (Kalvene, 13 gennaio 1997) è un pilota motociclistico lettone, campione del mondo MX2 nella stagione 2017.

## Carriera
Dopo aver vinto diversi campionati nazionali nella 65cc, nel 2011 Jonass ha conquistato il titolo di Campione del Mondo Junior nella classe 85cc. Nel 2012 ha fatto il passaggio alla classe 125cc in sella ad una KTM e si è piazzato al quinto posto nel Campionato Europeo e terzo nel Campionato Mondiale Junior. Nel 2013 ha dominato il campionato europeo 125cc. Ha anche partecipato a una gara al Campionato Europeo MX2, in cui ha ottenuto un quarto posto.
Nel 2014 partecipa al campionato mondiale di motocross MX2, nel quale corre solo alcune gare. Ha concluso al 24 ° in campionato. Nel 2015, Jonass entra nel team KTM factory, insieme a Jeffrey Herlings sotto la guida di Stefan Everts. Nella sua prima stagione completa, Jonass ha conquistato il podio sei volte ed è diventato vicecampione del mondo. Nella stagione 2016 chiude la stagione al quinto posto. Nel 2017 ha ottenuto le sue prime vittorie nei GP, ha vinto sei dei diciannove Grand Prix. Ha terminato la stagione ottenendo il titolo di campione del mondo, diventando così il primo pilota lettone a diventare campione del mondo nel motocross. Dal 2019 passa alla classe MXGP del mondiale motocross.